# Escudo de las Islas Pitcairn
El escudo de las Islas Pitcairn fue adoptado el 4 de noviembre de 1969. En él figura, en un campo de azur cortinado en punta de sínople con los bordes superiores de oro, un ancla de oro y una biblia de plata. Timba el escudo un yelmo con burelete y lambrequín de sínople y oro surmontado por una cimera con forma de carretilla sobre la que aparece un brote de Milo o Majaguilla (Thespesia populnea) con una flor.
El ancla representa al navío Bounty que sufrió un motín en 1789. Los participantes buscaron refugio en la única isla actualmente habitada del archipiélago. Muchos habitantes actuales son descendientes suyos.
Los colores verde y azul (sínople y azur en terminología heráldica) representan a las islas sobre el océano.